# Rembert von Kerssenbrock

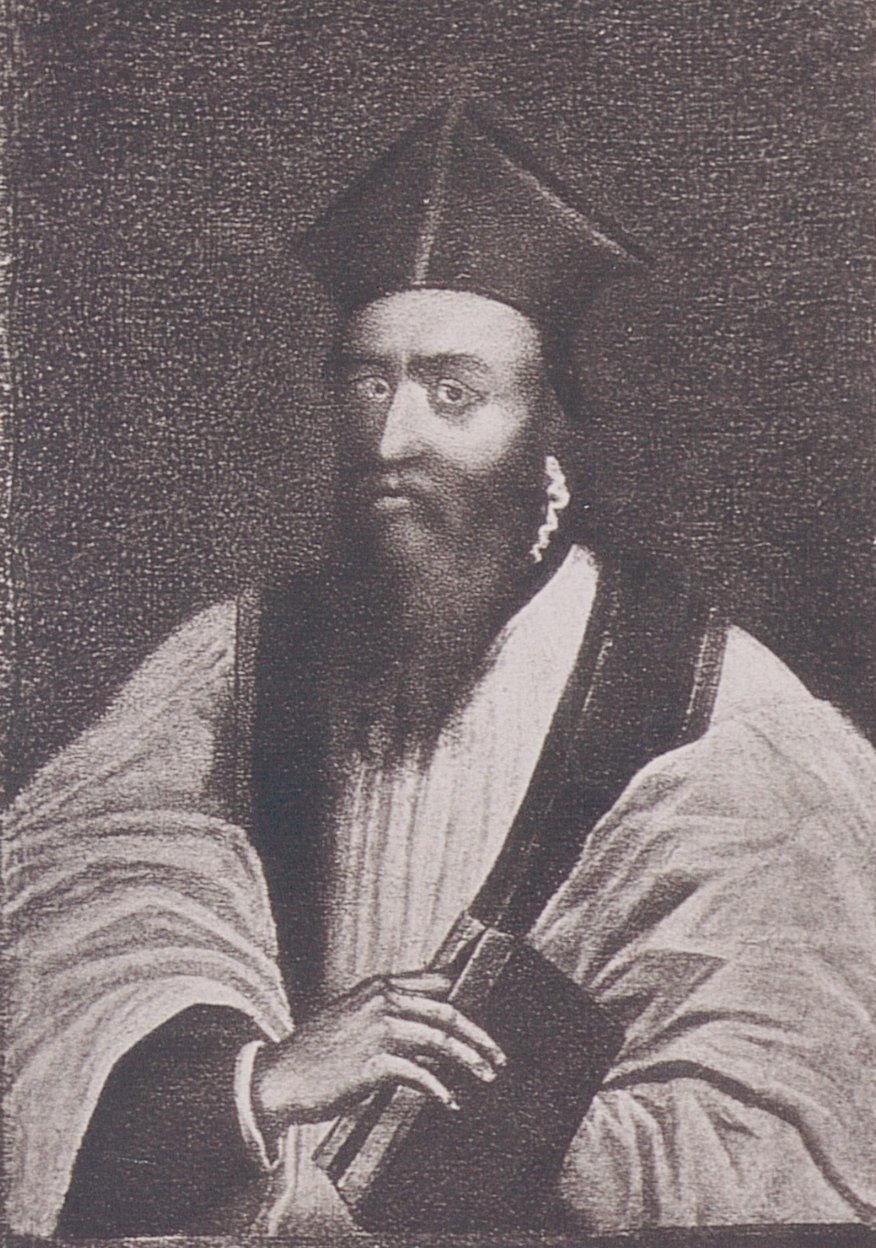
Rembert von Kerssenbrock

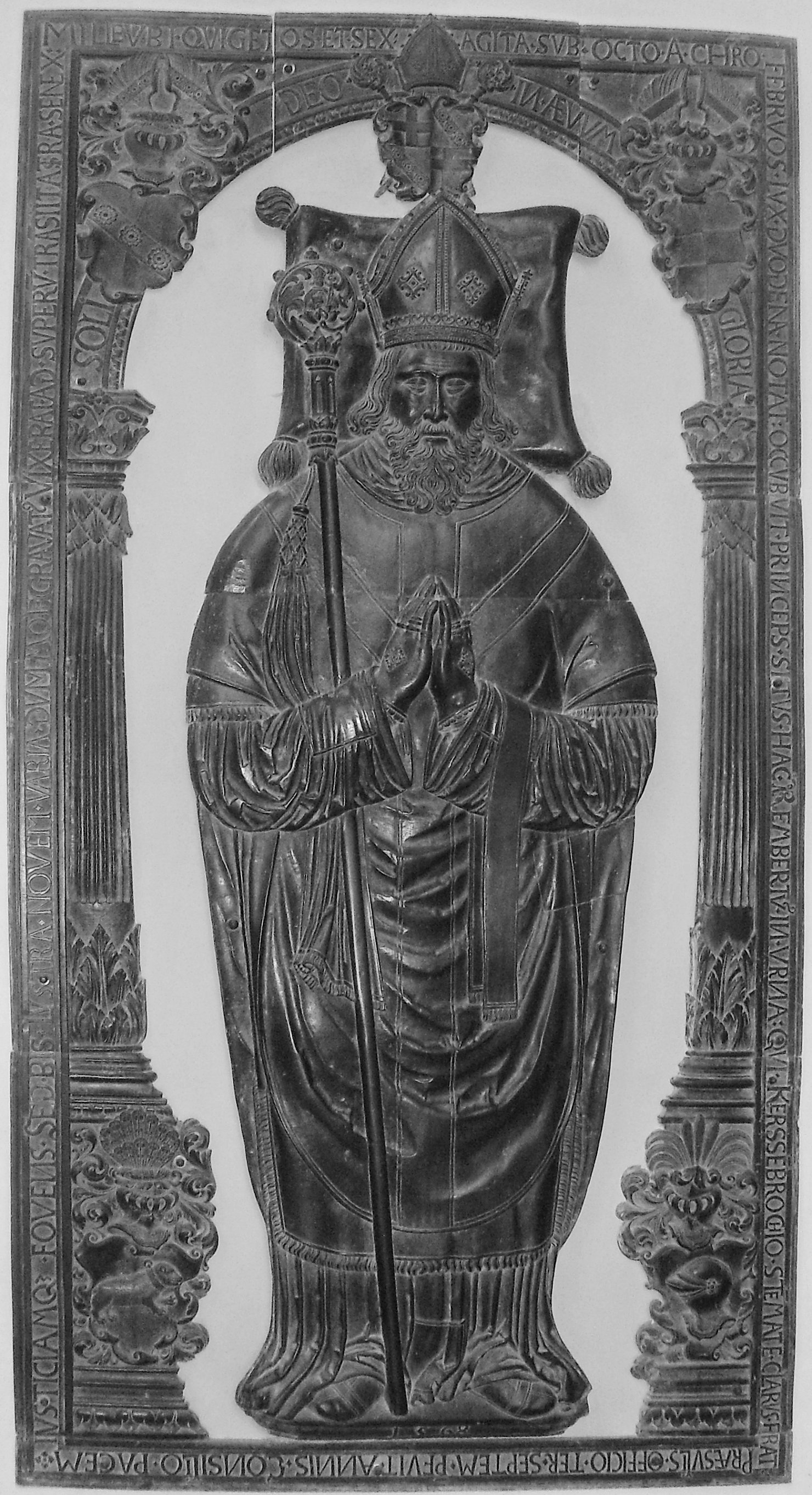
Grabplatte im Paderborner Dom

Rembert von Kerssenbrock (* 1474 auf der Honeburg bei Osnabrück-Haste; † 12. Februar 1568 auf Burg Dringenberg) war von 1547 bis zu seinem Tode Bischof von Paderborn.

## Leben
Er stammte aus dem westfälischen Adelsgeschlecht Kerssenbrock. Der Vater war Otto von Kerssenbrock, die Mutter war Lisa von Eiffeler, Erbin der Honeburg.
Kerssenbrock besuchte die Domschule in Osnabrück. Danach soll er nach Rom gegangen sein. Spätestens seit 1508 war er Domherr in Paderborn, danach außerdem Domherr in Münster. Wegen Auseinandersetzungen mit dem evangelischen Prediger Dietrich Buthmann in Osnabrück zog er 1533 nach Paderborn.
Im Jahr 1546 wurde er als Nachfolger des abgesetzten Bischofs Hermann von Wied zum Bischof von Paderborn gewählt. Kerssenbrock rief zur Umsetzung des Augsburger Interim 1548 eine Diözesansynode ein und hat 1549 eine Generalvisitation durchgeführt. Außerhalb des Hochstifts Paderborn aber innerhalb der Diözese Paderborn konnte er nicht verhindern, dass in den Grafschaften Lippe und Ravensberg, in Hessen und Waldeck die Reformation vordrang.
Zwischen 1548 und 1550 ließ er die Burg Dringenberg erneuern und verstärken. Im Jahr 1553 wurde ihm Julius von Braunschweig-Wolfenbüttel als Koadjutor zur Seite gestellt, bis dieser Herzog in Braunschweig-Wolfenbüttel wurde. Die Ernennung Johann von Hoya zum Koadjutor scheiterte am Einspruch Kerssenbrocks und des Domkapitels. Nach seinem Tod wurde Johann allerdings Nachfolger von Kerssenbrock. Begraben wurde Rembert von Kerssenbrock im Dom zu Paderborn.